# Вилијам Ласел
Вилијам Ласел (енгл. William Lassell; Болтон, 18. јун 1799 — Мејденхед, 5. октобар 1880) био је енглески астроном и трговац, члан Краљевског друштва.

## Биографија
Рођен је у Болтону и образован у Рочдејлу. После смрти свог оца био је калфа од 1814. до 1821. па трговац у Ливерпулу. Обогатио се као пивар, што му је омогућило да се препусти свом интересу за астрономију. Саградио је опсерваторију на Старфилду у близини Ливерпула са 24-инчним (610 мм) рефлекторским телескопом, за који је био иновирао употребу екваторијалног носача за лако праћење објеката као Земља окреће. Он је издубио и изглачао огледало сам, користећи опрему коју је сам конструисао. Опсерваторију је касније (1854) преселио даље од Ливерпула на Брадстоунс.
Године 1846. Ласел је открио Тритон, највећи месец Нептуна, само 17 дана након открића самог Нептуна који је пронашао немачки астроном Јохан Готфрид Гале. Године 1848. је независно открио у исто време са другим астрономима Хиперион, месец Сатурна (због услова видљивости то није тако необично). У 1851. је открио Ариел и Умбриел, два нова месеца Урана.
Када је краљица Викторија посетила Ливерпул 1851. године, Ласел је био једина особа из тих крајева са којим је она посебно тражила да се сретне.
Године 1855. изградио је 48-инчни (1200 мм) телескоп, који је инсталиран на Малти, због бољих услова осматрања у односу на Енглеску. По повратку у Уједињено Краљевство, након неколико година на Малти преселио се у Мејденхед и користио његов телескоп са пречником од две стопе (600мм) у опсерваторији тамо.
Освојио је златну медаљу Краљевског астрономског друштва у 1849. године и био на месту њиховог председника током две године почевши од 1870. Такође је изабран за члан Краљевског друштва 1849. и освојио њихову Краљевску медаљу у 1858.
Он је умро у Мејденхеду 1880. године. Након његове смрти, оставио је богатство од 80.000 фунти (еквивалент милиона америчких долара по данашњим стандардима). Његов телескоп је био поклоњен краљевској опсерваторији у Гриничу.
Ласел кратер на Месецу, кратер на Марсу и прстен Нептуна су названи у његову част.